# Gin Lemon
A Gin Lemon Gigi D'Agostino 1997-ben kiadott kislemeze. A címadó szám többféle átdolgozott verziója szerepel rajta.

## Kiadások
("12)(BXR)
A-oldal
1. Gin Lemon (More Gin Lemon)  6:25
2. Gin Lemon (Extented mix)  5:48

B-oldal
1. Gin Lemon (Dub mix)  6:27
2. Gin Lemon (R.A.F. Zone mix)  5:17

CD (ZYX Records)*1998
1. Gin Lemon (Radio Edit)  3:51
2. Gin Lemon (More Gin Lemon)  6:25
3. Gin Lemon (Extented mix)  5:48
4. Gin Lemon (Dub Gin Lemon)  6:27
5. Gin Lemon (Picotto Mix)  5:17

("12)(ZYX Records)*1998
A-oldal
1. Gin Lemon (Extented mix) 5:48
2. Gin Lemon (More Gin Lemon)  6:25

B-oldal
1. Gin Lemon (Dub Gin Lemon)  6:27
2. Gin Lemon (Picotto mix)  5:17

("12)(Le Club)*1998
A-oldal
1. Gin Lemon (Extended mix)  5:48
2. Gin Lemon (R.A.F. Zone mix)  5:17

B-oldal
1. Gin Lemon (Dub Gin Lemon)  6:27
2. Gin Lemon (More Gin Lemon)  6:25

## Szerzők
Gin Lemon: L. Di Agostino, A. Remondini & G. Bortolotti - Media Songs Srl./SFR Music - Remix: Mauro Picotto